# Offshore-Windpark Robin Rigg
Robin Rigg ist ein von RWE Renewables betriebener Offshore-Windpark in der Irischen See. Er befindet sich auf einer Sandbank im Solway Firth, einem Meeresarm, der das englische County Cumbria von der schottischen Küste trennt.
In zwei Teilgebieten (Ost und West) wurden bis zum April 2010 insgesamt 58 Windkraftanlagen des Typs Vestas V90-3MW mit einer Nabenhöhe von 80 Metern in einer Wassertiefe von 3 bis 21 Metern aufgestellt. Zur Installation der Anlagen kam des Errichterschiff MV Resolution zum Einsatz. Der erzeugte Strom wird auf einer Umspannplattform im Windpark hochtransformiert und in das britische Netz eingespeist. Im ersten Jahr des Betriebes lag die Verfügbarkeit der Anlagen bei 98 %.
Pro Jahr sollen ca. 550 GWh Strom erzeugt werden, dies entspricht dem Bedarf von etwa 117.000 englischen Durchschnittshaushalten.
Der Windpark wurde ursprünglich von E.ON entwickelt und ist 2019 im Rahmen eines Tauschgeschäfts Teil der RWE geworden.